# Sens du Pays
Sens du Pays was een volksvergadering in het Prinsbisdom Luik die was ingesteld op grond van een van de bepalingen van de Vrede van Fexhe van 1316. De Sens du Pays was samengesteld uit leden van de drie standen (geestelijkheid, adel en burgerij) en had de opdracht om het (gewoonte)recht te interpreteren. Zij kon ook wetten veranderen. De uitdrukking Sens du Pays kwam al voor 1264 voor in verband met particuliere geschillen.